# Vidvästern
Vidvästern is een Zweeds eilandje behorend tot de Pite-archipel. Het eilandje ligt zonder enige bebouwing voor de zuidwestkust van Mellerstön. Het heeft geen oeververbinding.
Eiland: Baggen · Baljan · Bergön · Bergskäret · Bergvättingen · Berkön · Bondökallarna · Bondökallrevet · Bondön · Bursfjärdgrundet · Degerbergsgrundet · Djupgrunden · Döman · Fårön (Piteå) · Fårön (Trundön) · Fjärdvättingen · Fjuksören · Fjuksörrevet · Flottgrunden · Fördärvet · Furuholmen · Görjeskäret · Gråsjähällan · Gråsjälen · Gråsjälgrundet · Grundkallen · Grytan · Guldsmeden · Hällen · Hällskäret · Hällskärsgrundet · Halsören · Hamngrunden · Hamnholmen · Hamnviksgrundet · Hans-Persagrundet · Haraholmsrevet · Huvan · Innersten Bondökallen · Innerstholmen-Bastaholmen · Inre Mjoögrunden · Inre Mörögrundet · Jävre Sandön · Jävreholmen · Klacken · Klemmeten · Klemmetgrundet · Klingergrundet · Klingergrundsrevet · Klinten · Kluntarna · Kluntbrotten · Krokamargit · Lakakallarna · Långörarna · Lappskatagrundet · Lavholmen · Lellrevet · Lill Björn · Lill Rönnskär · Lillhörun · Lill-Leskäret · Lill-Räbben · Lill-Renörarna · Lillrevet · Lill-Sandögrundet · Lill-Sandskäret · Lill-Svinören · Lönngrundet · Lövgrundet · Malen · Malkallen · Medgrundet · Medgrundsrevet · Mellerstön · Mitten Bondökallen · Mjoön · Mörgrundet · Mosesholmen · Näsgrundet · Nörd-Fårön · Nörd-Haraholmen · Nörd-Mörön · Norra revet · Nötögrundet · Nötön · Ol-Svensakallen · Ol-Svensastenarna · Orrskäret · Orrskärsgrundet · Orrskärsrevet · Örsgrönnan · Patta Peken · Peken · Pitholmen · Pultvikhällan · Rävagrundet · Renön · Renskär · Renskärsrevet · Ringelrevet · Sandöklubben · Sandön · Sandskärsgrundet · Sandskärshörn · Skabbgrundet · Skottgrundet · Sladagrunden · Smågrunden · Söran · Sör-Fårön · Sör-Haraholmen · Spaningsören · Stenskäret · Stor Dödmannen · Storfjärdsgrunden · Storgrundet · Storhörun · Stor-Leskäret · Stor-Räbben · Stor-Renörarna · Storrevet · Stor-Sandskäret · Storstenen · Storstenrevet · Stor-Svinören · Tallskäret · Timmermannen · Trundön · Trutgrundet (Bergön) · Trutgrundet (Bondön) · Tvarun · Vargön · Västra revet · Vidvästern · Vorrskärsgrundet · Yttersten Bondökallen · Ytterstholmen · Yttre Degerstensgrundet · Yttre Mjoögrunden · Yttre Mörögrundet · Yxvättingen
Ondiepte: Storstengrundet